# Gran Premi dels Comerciants de Templeuve
El Gran Premi dels Comerciants de Templeuve és una competició ciclista d'un sol dia que es disputa a Templeuve, una secció de la ciutat de Tournai, a la província de l'Hainaut. Creada el 2014 formant part de l'UCI Europa Tour, amb una categoria 1.2. L'any següent baixà a categoria nacional.

## Palmarès
| Any  | Vencedor      | Segon             | Tercer             |
| ---- | ------------- | ----------------- | ------------------ |
| 2014 | Oliver Naesen | Łukasz Wiśniowski | Gaëtan Bille       |
| 2015 | Robin Stenuit | Gorik Gardeyn     | Bryan Verdoolaeghe |
| 2016 | Robin Mertens | Jérémy Lecroq     | Jo Maes            |
| 2017 | Bram Welten   | Louis Verhelst    | Martin Schäppi     |